# Akalgarh
Akalgarh è una suddivisione dell'India, classificata come census town, di 6.600 abitanti, situata nel distretto di Ludhiana, nello stato federato del Punjab. In base al numero di abitanti la città rientra nella classe V (da 5.000 a 9.999 persone).

## Geografia fisica
La città è situata a 29° 49' 0 N e 75° 52' 60 E e ha un'altitudine di 213 m s.l.m..

## Società

### Evoluzione demografica
Al censimento del 2001 la popolazione di Akalgarh assommava a 6.600 persone, delle quali 3.451 maschi e 3.149 femmine. I bambini di età inferiore o uguale ai sei anni assommavano a 729, dei quali 400 maschi e 329 femmine. Infine, coloro che erano in grado di saper almeno leggere e scrivere erano 4.839, dei quali 2.634 maschi e 2.205 femmine.